# 후마 애버딘
후마 애버딘(Huma Abedin, 1976년 7월 28일 ~ )은 미국의 정치인 보좌관이다. 힐러리 클린턴의 침실까지 드나드는 단 한 명의 최측근 보좌관이다. "힐러리의 수양딸"이라고 불린다.

## 생애
1976년 미국 미시간주 캘러머주에서 태어났다. 부모는 둘 다 파키스탄계 무슬림이며, 교육자이다. 부친은 언론사를 설립했었다. 애버딘은 조지 워싱턴 대학교를 졸업했다. 어렸을 때의 꿈은 기자였다. 대학생이던 시절, 백악관 홍보실 인턴으로 지원했다.

## 이메일 스캔들
힐러리 클린턴은 구글 이메일을 사용해 국무부의 이메일을 전송받아 사용하여, FBI의 수사를 받았었는데, 2016년 10월, 후마 애버딘의 이혼한 전 남편의 노트북에서 대량의 힐러리 이메일이 발견되어 FBI가 수사중이다.
앤서니 위너는 뉴욕주 하원 의원을 지낸 정치인으로, 2010년 12세 연하의 후마 애버딘과 결혼해 2011년 딸을 낳았다. 2016년에 이혼했다.